# Walter Middelberg

Walter Middelberg, nizozemski veslač, * 30. januar 1875, Zwolle, † 15. september 1944, Zwolle.
Middelberg je veslal za veslaški klub Minerva Amsterdam. Na Poletnih olimpijskih igrah 1900 v Parizu je  v osmercu osvojil bronasto medaljo.